# Puigcubell
El Puigcubell és una muntanya de 1.171 metres que es troba al municipi d'Ogassa, a la comarca catalana del Ripollès.